# Jeremy Davies (Schauspieler)

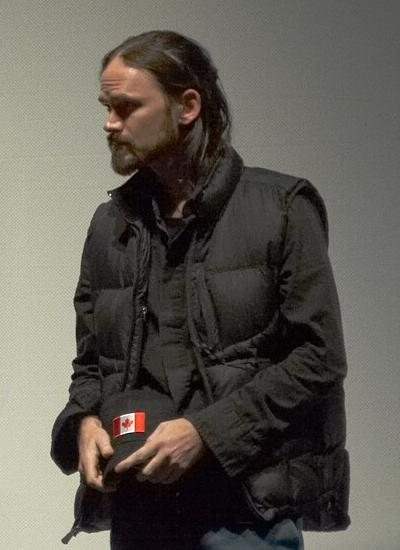
Jeremy Davies (2007)

Jeremy Davies (geboren als Jeremy Boring; * 8. Oktober 1969 in Traverse City, Michigan) ist ein US-amerikanischer Schauspieler.

## Karriere
Davies studierte an der American Academy of Dramatic Arts in Pasadena. Anfang der 1990er war er erstmals im Fernsehen zu sehen.
1994 spielte Davies seine erste Kinorolle in Nell an der Seite von Jodie Foster und Liam Neeson. Bekannt wurde Davies 1998 durch seine Nebenrolle in Der Soldat James Ryan. Danach spielte Davies in The Million Dollar Hotel von Wim Wenders die Hauptrolle, in Lars von Triers Dogville im Ensemble und in Steven Soderberghs Solaris. Für die Darstellung eines Kriegsgefangenen in Rescue Dawn nahm er 15 Kilogramm ab.
In der Fernsehproduktion Helter Skelter verkörperte er Charles Manson, den Anführer der Hippie-Kommune, die unter dem Namen Manson Family in Kalifornien für die Ermordung von Sharon Tate und mehrerer anderer Menschen Berühmtheit erlangte.
Von 2007 bis 2009 war Davies als Physiker Daniel Faraday in der Serie Lost zu sehen. Seit 2011 spielt er die wiederkehrende Rolle des Dickie Bennett in der Serie Justified. Hierfür erhielt Davies 2011 eine Emmy-Nominierung als Gastdarsteller in einer Dramaserie (Outstanding Guest Actor In A Drama Series). 2012 wurde er erneut nominiert und gewann.
Der erfolgreiche Mime tritt seit 2018 auch als Synchronsprecher für Videospiele in Erscheinung.

## Filmografie (Auswahl)
- 1991: Die Rache (Shoot First: A Cop’s Vengeance, Fernsehfilm)
- 1991: Dream On (Fernsehserie, Folge 2x06)
- 1992: 1775 (Kurzfilm)
- 1992: Wunderbare Jahre (The Wonder Years, Fernsehserie, 2 Folgen, verschiedene Rollen)
- 1992: Melrose Place (Fernsehserie, Folge 1x16)
- 1992: General Hospital (Fernsehserie, 1 Folge)
- 1992: Guncrazy
- 1994: Spanking the Monkey
- 1994: Nell
- 1996: Twister
- 1997: Der lange Weg der Leidenschaft (Going All the Way)
- 1997: Kansas Nights (The Locusts)
- 1998: Der Soldat James Ryan (Saving Private Ryan)
- 1999: Ravenous – Friss oder stirb (Ravenous)
- 1999: The Florentine
- 2000: Die Villa (Up at the Villa)
- 2000: The Million Dollar Hotel
- 2001: Aufs Spiel gesetzt (The Atlantic Conspiracy, Fernsehfilm)
- 2001: CQ
- 2002: Investigating Sex
- 2002: Teknolust
- 2002: 29 Palms
- 2002: The Laramie Project
- 2002: Secretary
- 2002: Solaris
- 2003: Dogville
- 2004: Helter Skelter (Fernsehfilm)
- 2005: Manderlay
- 2006: Rescue Dawn
- 2007–2009: Lost (Fernsehserie, 31 Folgen)
- 2010: It’s Kind of a Funny Story
- 2011: Animal Love (Kurzfilm)
- 2011–2015: Justified (Fernsehserie, 20 Folgen)
- 2014: Hannibal (Fernsehserie, 2 Folgen)
- 2014–2015: Constantine (Fernsehserie, 2 Folgen)
- 2016: Lucifer (Fernsehserie, Folge 1x02)
- 2017: Sleepy Hollow (Fernsehserie, 13 Folgen)
- 2017: American Gods (Fernsehserie)
- 2017: Twin Peaks (Fernsehserie)
- 2018: The House That Jack Built
- 2018: The Flash (Fernsehserie, Folge 5x09 Anderswelten(1))
- 2021: The Black Phone
- 2023: Die dunkle Saat (Dark Harvest)
- 2023: Adventures of the Naked Umbrella

## Auszeichnungen
- 1995: Independent Spirit Award: Nominiert Bestes Debüt für Spanking the Monkey
- 1999: Kansas City Film Critics Circle Award: Sieger als Bester Nebendarsteller für Der Soldat James Ryan
- 1999: Blockbuster Entertainment Award: Nominiert als Lieblingsnebendarsteller – Drama für Der Soldat James Ryan
- 1999: Online Film Critics Society Award: Sieger Bestes Schauspielensemble für Der Soldat James Ryan
- 1999: Screen Actors Guild Award: Nominiert Bestes Schauspielensemble für Der Soldat James Ryan
- 2003: Satellite Award: Nominiert als Bester Nebendarsteller in einer Mini-Serie oder einem Fernsehfilm für The Laramie Project
- 2003: Satellite Award: Nominiert als Bester Nebendarsteller – Drama für Solaris
- 2008: Vail Film Festival: Sieger Renegade Award
- 2009: Monte-Carlo TV Festival: Nominiert als Bester Schauspieler in einer Dramaserie für Lost
- 2010: Saturn Award: Nominiert als Bester Nebendarsteller im TV für Lost
- 2011: Emmy: Nominiert als Bester Gastdarsteller in einer Dramaserie für Justified
- 2012: Emmy: Sieger als Bester Gastdarsteller in einer Dramaserie für Justified